# Ernstbrunner Wald (Waldgebiet)
Koordinaten: 48° 34′ N, 16° 17′ O

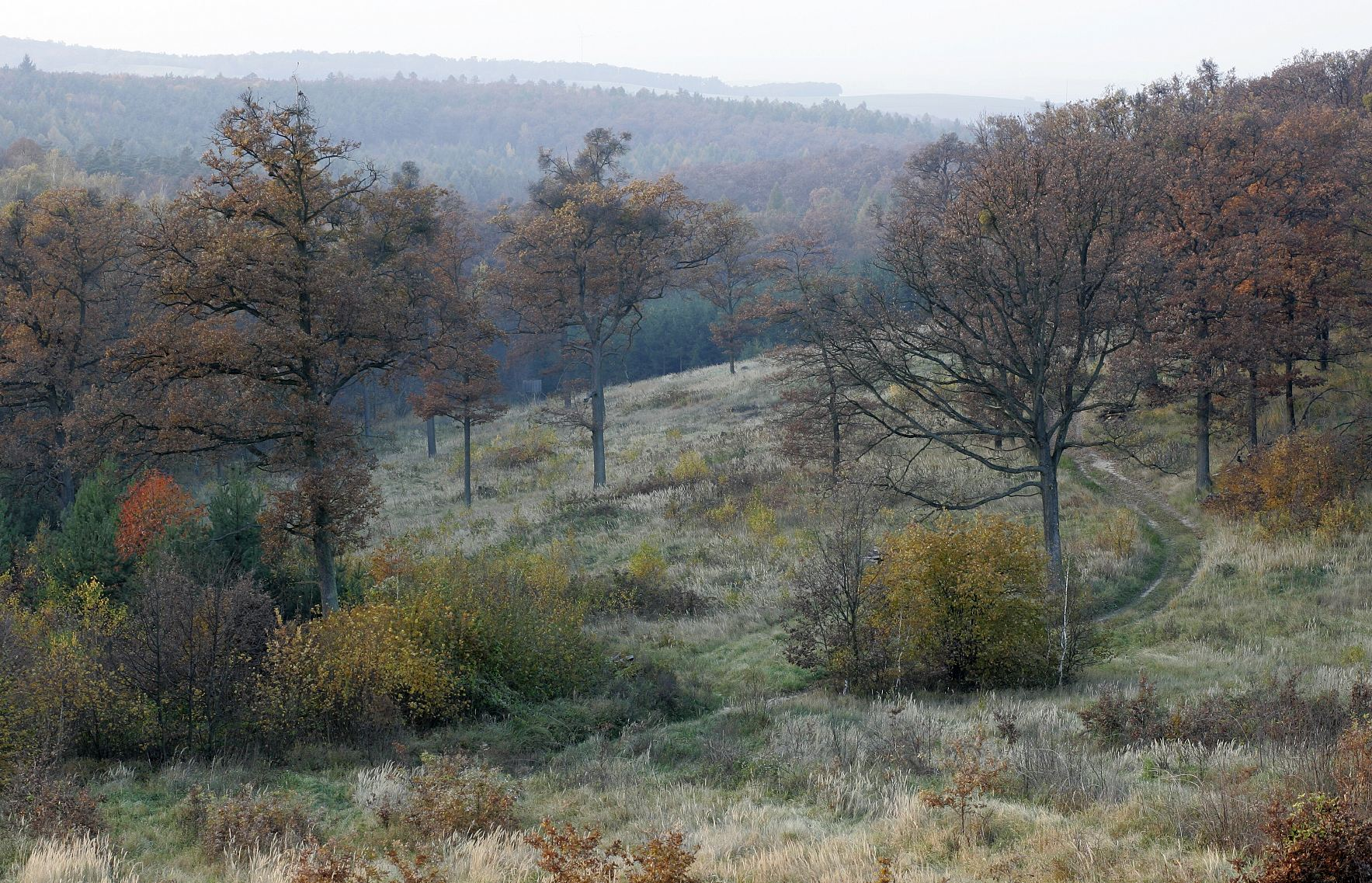
Offener, lichter Mittelwald mit Trauben-Eichen als Überhälter und ausschlagfähigen Gehölzen im Unterstand.

Der Ernstbrunner Wald – lokal auch andere Bezeichnungen – ist ein Eichenmischwaldgebiet über Schottern und Sanden der Urdonau zwischen Hollabrunn und Ernstbrunn im Weinviertel in Niederösterreich. Es handelt sich dabei um das größte geschlossene Eichenmischwaldgebiet Mitteleuropas.

## Lage und Umgebung

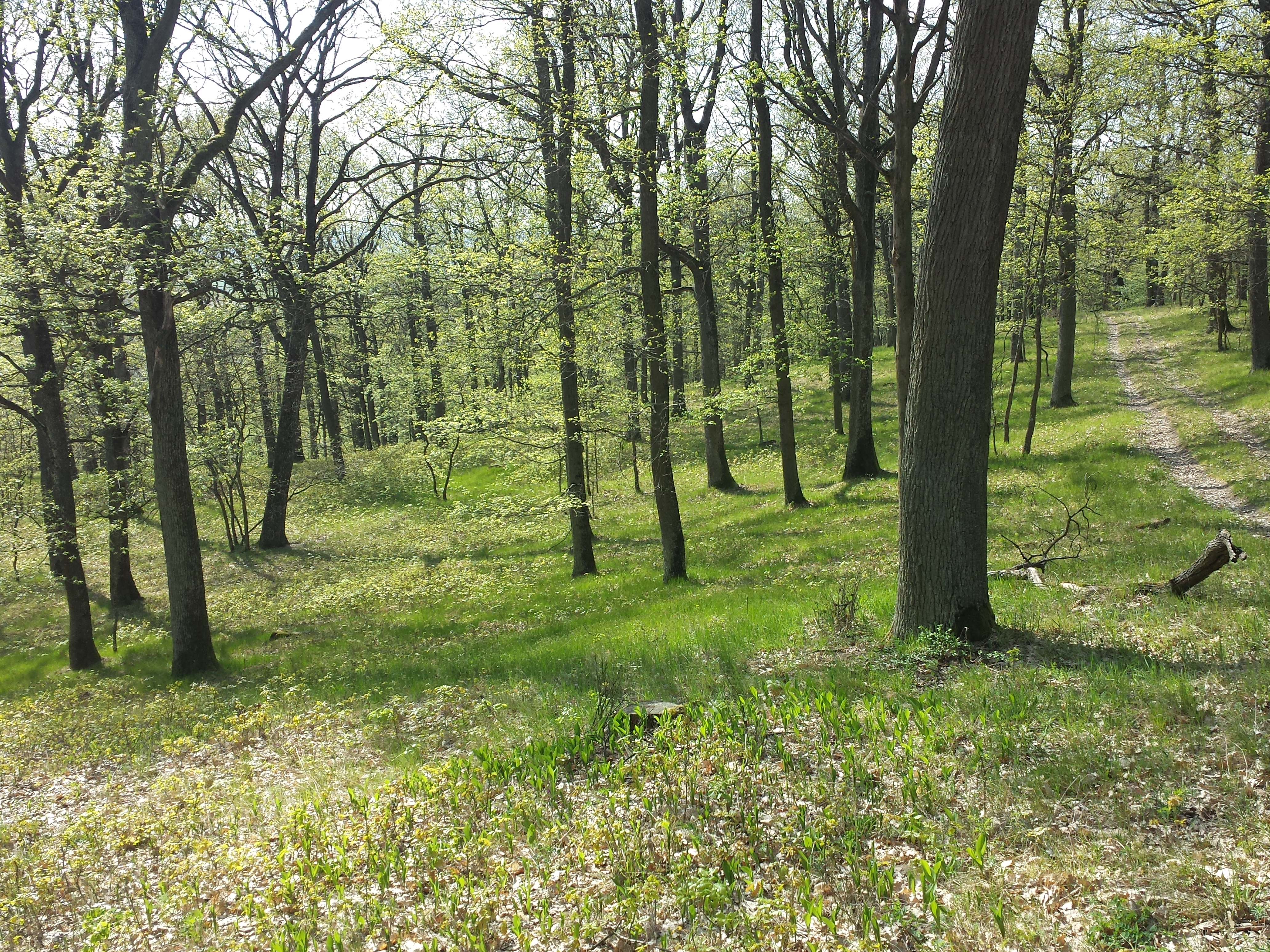
Lichter xerothermer Eichenwald bei Merkersdorf im Frühlingsaspekt.

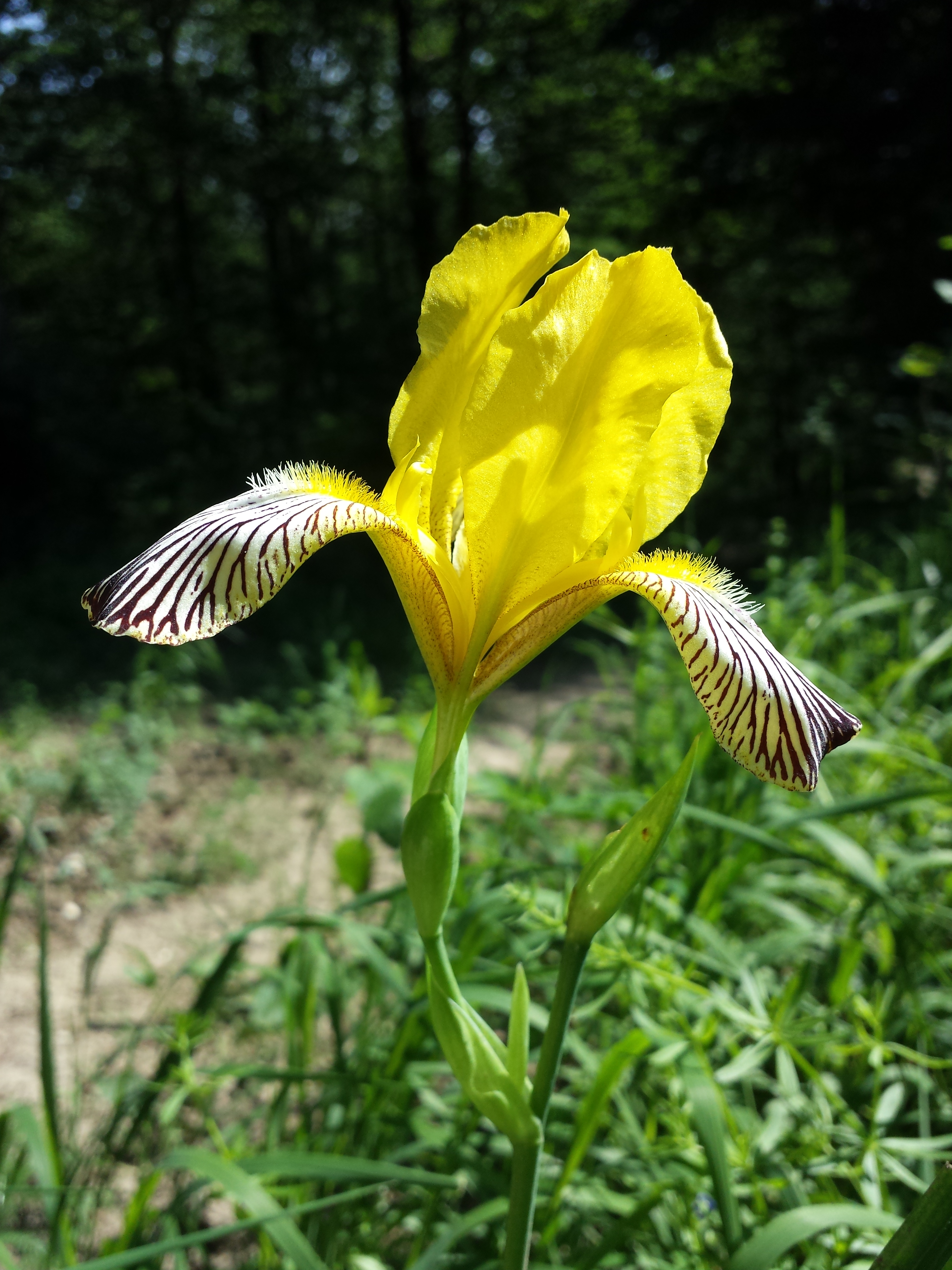
Iris variegata im Glasweiner Wald zwischen Bergau und Füllersdorf.

Das Waldgebiet befindet sich etwa 35 Kilometer nördlich von Wien. Es ist das einzige größere geschlossene Waldgebiet des Weinviertels, die „grüne Lunge des Weinviertels“ und wichtiges Naherholungsgebiet. Es ist größtenteils von Äckern umgeben. Das Gebiet ist auf die Bezirke Hollabrunn, Korneuburg und Mistelbach aufgeteilt. Der überwiegende Teil liegt auf dem Gebiet der Stadtgemeinde Hollabrunn. Anteile haben daneben auch Göllersdorf, Großmugl, Ernstbrunn, Gnadendorf und Stronsdorf.

## Name
Seinen heutigen Namen trägt dieser Raum als Überbegriff des gesamten Areals. Teilgebiete tragen folgende Namen: Hollabrunner Wald, Kirchenwald, Raschalaer Wald, Guntersdorfer Hauswald, auf älteren Karten auch Schwarzwald (in Hollabrunn), Porrauer Wald (in Göllersdorf), Glasweiner Wald (in Großmugl) oder Oedenkirchenwald (in Gnadendorf). Die verschiedenen Namen sind durchwegs die Lokalnamen in den Gemeinden, die Anteil am Waldgebiet haben. Von der Stadtgemeinde Hollabrunn allerdings wird „Hollabrunner Wald“ als Bezeichnung für das gesamte Waldgebiet gebraucht. Die Geologen sprechen von der Hollabrunn-Mistelbach-Formation (HMF), die aber über das Waldgebiet hinausreicht.

## Geologie

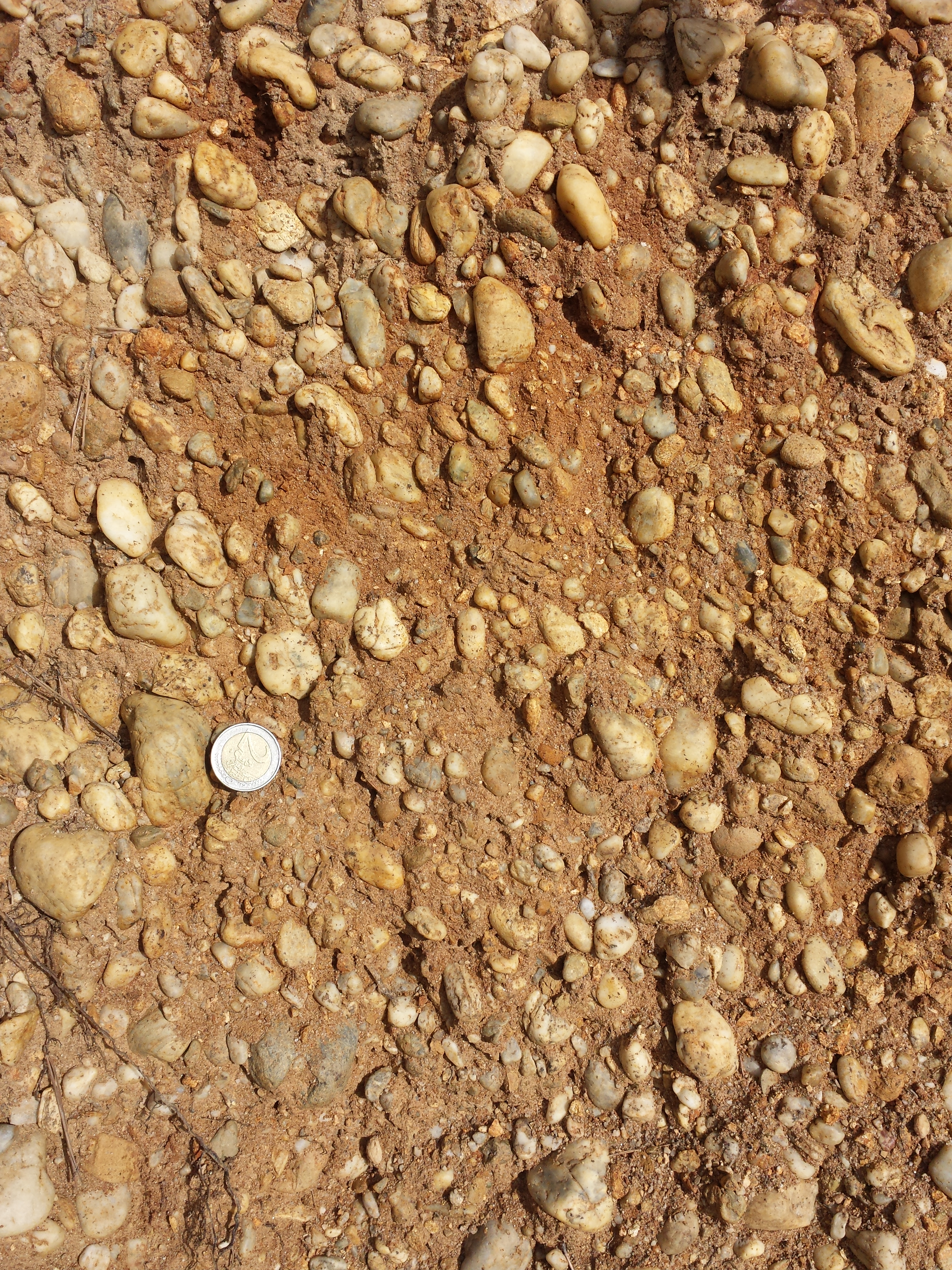
Schotter und Sande der Urdonau in der Hollabrunn-Mistelbach-Formation, aufgeschlossen in einer Schottergrube im Glasweiner Wald.

Die damals deutlich weiter nördlich fließende Urdonau lagerte während des Pannoniums zwischen dem Ausgang der Wachau über Hohenwarth, Ziersdorf, Hollabrunn und weiter nördlich der Leiser Berge über die Waschbergzone entlang der Zaya-Furche bis zum Steinbruchberg im Wiener Becken Sande und Schotter mit bis zu 50 Meter Mächtigkeit ab. Da diese fluvatilen Ablagerungen der ehemaligen Rinnenfüllung widerstandsfähiger als die umgebenden Sedimente der Molassezone sind, hielten sie der Abtragung im Laufe der Zeit besser stand und sind nun als Höhenrücken erhalten (Reliefumkehr). Da dieser teils aus basischen Kalksteinen, teils aus saurem Quarz und sauren Kristallingesteinen bestehende Rücken der Hollabrunn-Mistelbach-Formation schwer zu bewirtschaftende und wenig ertragreiche Böden ausbildete, wurde er nicht ackerbaulich genützt, weshalb er noch heute Großteils mit Wald bestockt ist.

## Flora und Fauna

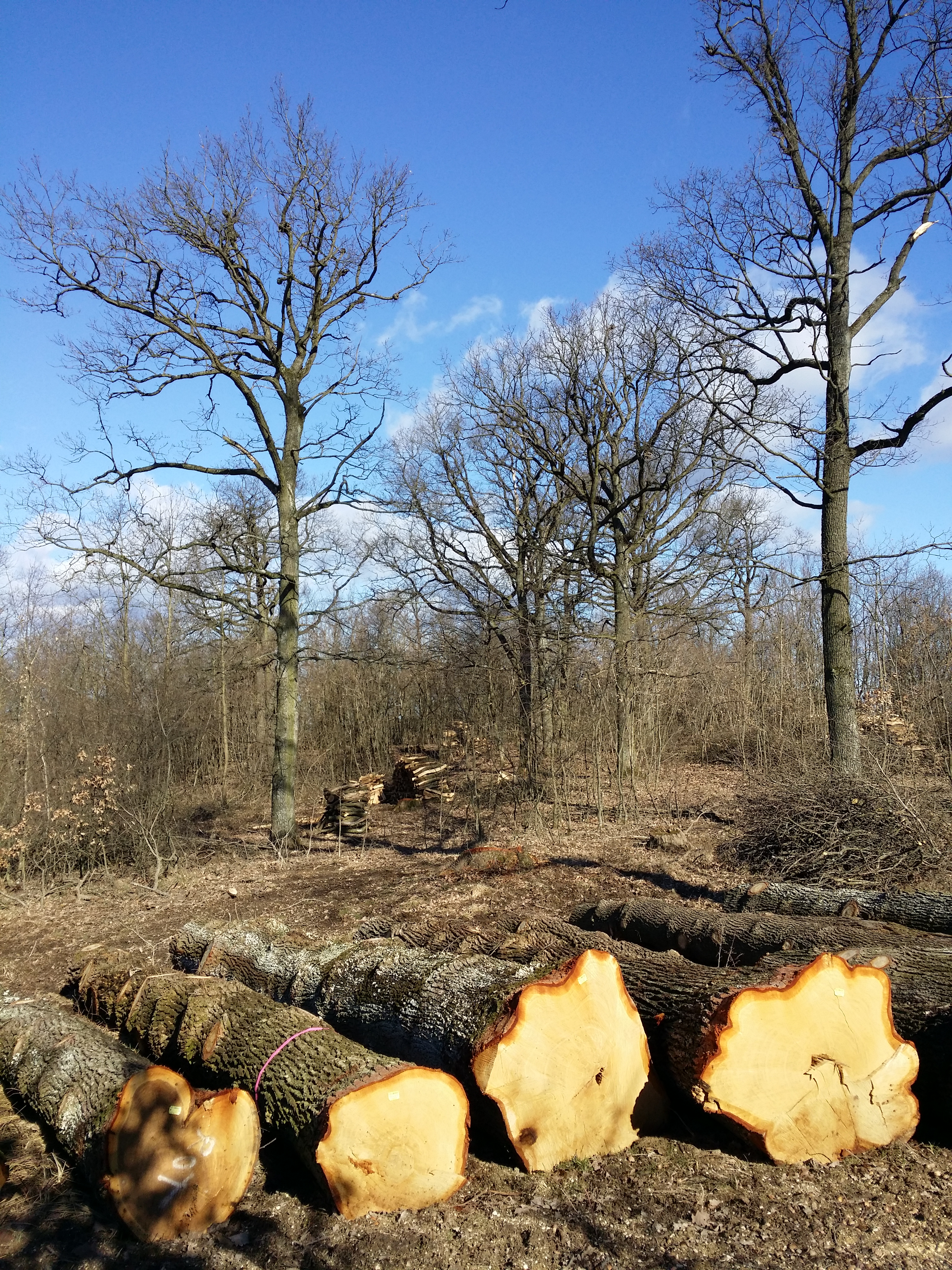
Schlagfläche mit traditioneller Mittelwaldbewirtschaftung

Auf den meisten Flächen, sofern nicht standortsfremde Douglasien-Monokulturen etc. aufgestockt wurden, ist ein subkontinentaler mäßig bodensaurer Eichenmischwald (Sorbo torminalis-Quercetum) ausgebildet, der in der Regel von Trauben-Eiche, seltener von Stiel-Eiche oder Zerr-Eiche dominiert wird. Beigemischt sind Hainbuche, Winter-Linde, Rot-Föhre und Elsbeere. Selten sind Wild-Birne und Wild-Apfel anzutreffen. Der Wald wird an vielen Stellen traditionell als Mittel- oder Niederwald bewirtschaftet. Mittelwälder sind in ihrer Bestandsstruktur und Alterszusammensetzung sehr heterogen und bieten vielen Arten, vor allem lichtbedürftigen, einen Lebensraum. Aufgrund ihres Mosaiks an Sukzessionsstadien haben sie eine große Bedeutung für die Erhaltung der Biodiversität und leisten einen wichtigen Beitrag als stabiles Ökosystem. Das gilt insbesondere für Eichen, auf denen von allen europäischen Baumarten die meisten Insektenarten, darunter 500 holzbesiedelnde Käfer und fast 180 Großschmetterlingsarten, viele davon monophag nur an Eichen fressend, leben. Bevor sie durch den Menschen ausgerottet wurden, stellten Großherbivoren wie z. B. Wildpferd, Urrind, Auerochse und Europäischer Waldelefant einen wichtigen Störungsfaktor in mitteleuropäischen Wäldern dar, indem sie diese durch Fraß und Betritt auflichteten, Flächen teilweise waldfrei hielten, die Artzusammensetzung beeinflussten und so die Lebensraumvielfalt erhöhten. Später kompensierte die traditionelle Mittelwaldbewirtschaftung durch regelmäßigen Holzeinschlag den Ausfall der Großherbivoren und bewahrte viele Elemente der Urlandschaft. Viele lichtliebende Arten könnten in Mitteleuropa ohne diese Störungen, ob nun durch Tiere oder Mensch verursacht, nicht überleben und würden aussterben, weshalb die Aufrechterhaltung der traditionellen Bewirtschaftung für die Erhaltung Artenvielfalt essentiell ist.
| An Besonderheiten hat die Tierwelt zu bieten: - Seltene und stark gefährdete Fledermausarten wurden erforscht (20 verschiedene Arten). 19 verschiedene Arten konnten nachgewiesen und in einer Studie 2013 publiziert werden. Die 20. Fledermausart wurde dann im Jänner 2014 gefunden. Gemäß der IUCN, der International Union for Conservation of Nature, gelten 8 vorkommende Arten als stark gefährdet oder gefährdet, bei 3 droht Gefährdung (Vorwarnliste), bei weiteren 5 Arten ist die Datenlage ungenügend oder sie sind in Österreich nicht eingestuft. Somit sind von den 25 bekannten Fledermausarten in Mitteleuropa alleine 20 im Ernstbrunner Wald identifiziert worden. - Barbastella barbastellus, Mopsfledermaus II, IV - Eptesicus nilssonii, Nordfledermaus IV - Eptesicus serotinus, Breitflügelfledermaus IV - Hypsugo savii, Alpenfledermaus IV - Myotis alcathoe, Nymphenfledermaus IV - Myotis mystacinus, Kleine Bartfledermaus IV - Myotis bechsteinii, Bechsteinfledermaus II, IV - Myotis daubentonii, Wasserfledermaus IV - Myotis emarginatus, Wimperfledermaus II, IV - Myotis myotis, Großes Mausohr II, IV - Myotis nattereri, Fransenfledermaus IV - Nyctalus leisleri, Kleinabendsegler IV - Nyctalus noctula, Großer Abendsegler IV - Pipistrellus nathusii, Rauhautfledermaus IV - Pipistrellus pipistrellus, Zwergfledermaus IV - Plecotus austriacus, Graues Langohr IV - Plecotus auritus, Braunes Langohr IV - Pipistrellus pygmaeus, Mückenfledermaus IV - Vespertilio murinus, Zweifarbfledermaus IV - Rhinolophus hipposideros Kleine Hufeisennase Rote Liste Österreich: 3 – gefährdet (gesichtet nachträglich im Jänner 2014 unter Beisein des KFFÖ) - es gab bereits Wildkatzensichtungen. - der Steinadler wurde zuletzt Februar 2013 gesichtet - der vom Aussterben bedrohte Hirschkäfer kann hier noch beobachtet werden | Folgende seltene Pflanzen (teilweise laut roter Liste bereits als gefährdet geltend) sind hier unter anderem beheimatet: - Ästige Graslilie, - Blaublühende Lupine, - Bleiches Waldvögelein, - Breitblättrige Stendelwurz, - Bunte Schwertlilie, - Diptam, - Frauenschuh, - Gelbes Buschwindröschen, - Gewöhnliche Küchenschelle, - Herbstzeitlose, - Prachtnelke, - Seidelbast, - Tausendgüldenkraut, - Türkenbund-Lilie, - Wild-Nachtviole (Hesperis sylvestris) - Weiße Waldhyazinthe, - Zyklame |

- eine alte Buche mit besonders großem Umfang

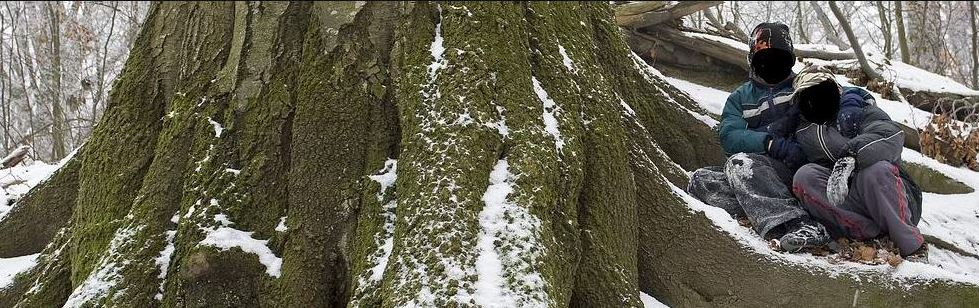
Buche mit besonders großem Umfang

## Wildtierkorridor
Entsprechend einer Studie der Universität für Bodenkultur (1999, 2005, 2009) befindet sich im Gemeindegebiet von Göllersdorf ein Wildtierkorridor durch den Hollabrunner Wald/Ernstbrunner Wald.

## Tourismus

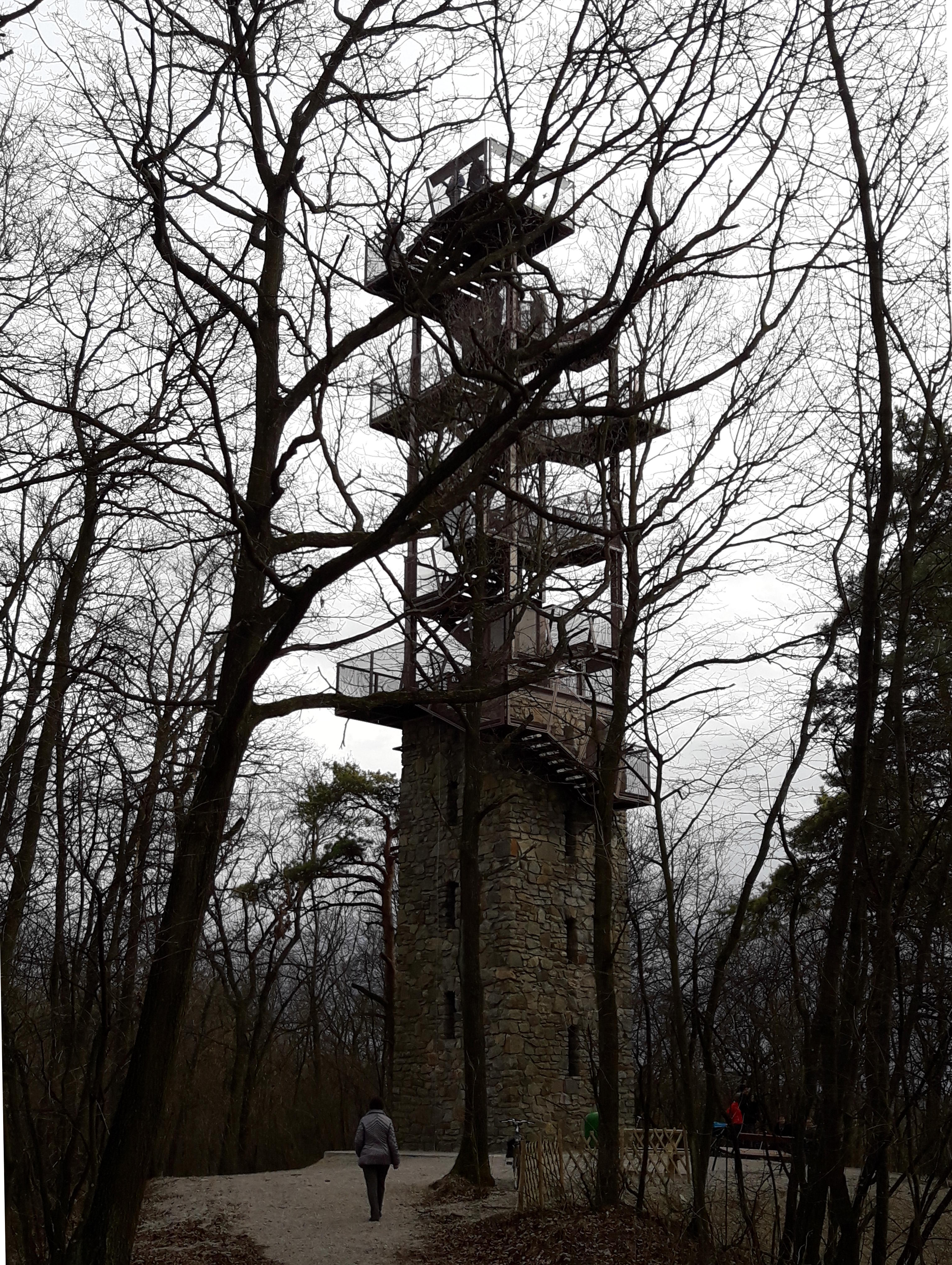
Koliskowarte nach dem Umbau

- Koliskowarte: Die ursprünglich 12 Meter hohe Aussichtswarte auf dem bei Hollabrunn gelegenen 332 m hohen Geißberg wurde im Jahre 1935, im Auftrag und auf eigene Kosten des vormaligen Bürgermeisters Rudolf Kolisko unter der Leitung von Baumeister Neumeister aus Granit-Bruchsteinen errichtet. Der Benützungskonsens wurde am 29. August 1935 von der Gemeinde Raschala erteilt. Da durch den Baumwuchs die Sicht nach Hollabrunn nur mehr eingeschränkt möglich war, wurde die Warte im Jahre 2016 durch eine Metallkonstruktion auf doppelte Höhe aufgestockt und zusätzlich mit einer Klettervorrichtung versehen.[15] Der nunmehr 24 Meter hohe Aussichtsturm ist frei zugänglich und bietet wieder einen freien Rundblick über die Bäume. Er ist ab Ortsende Magersdorf mit einem Fußweg von ca. 700 Meter erreichbar und auch an das Netz der Hollabrunner Wanderwege angeschlossen.